# Nostra Casa Russia
Nostra casa Russia (Naš dom – Rossija, in russo Наш дом – Россия?), abbreviato come NDR, fu un partito politico russo esistito dal 1995 alla metà degli anni 2000.

## Storia

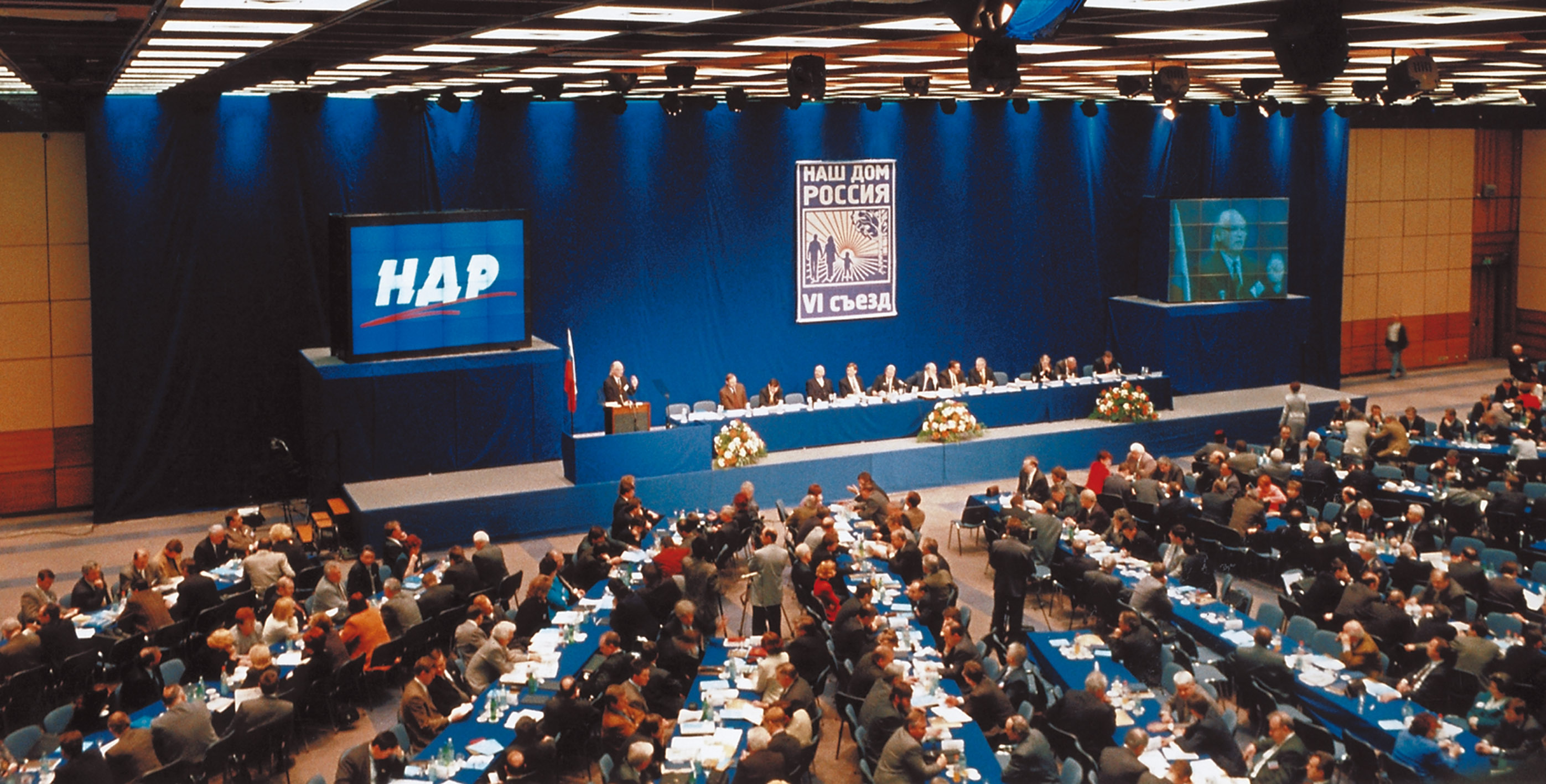
VI Congresso NDR, aprile 1999

Nostra casa Russia è stato fondato nel 1995 dall'allora primo ministro russo Viktor Chernomyrdin. Era un movimento politico liberale, centrista, fondato allo scopo di radunare più sostenitori del governo riformista tecnocratico. Al momento della sua fondazione Chernomyrdin aveva il sostegno del presidente russo Boris El'cin insieme a numerose grandi istituzioni finanziarie come l'Associazione delle banche russe e importanti società come Gazprom, di cui era precedentemente presidente. Il movimento ha attirato le simpatie e gli interessi di molti membri di spicco dell'élite al potere in Russia, e l'NDR è stato quindi soprannominato "il partito del potere". Era anche conosciuto come il partito degli Oligarchi e la posizione si identificava con quella di un partito politico precedente: Scelta Democratica per la Russia. Altre due parti erano interessate a collaborare con l'NDR dopo la sua fondazione: frange del Partito agrario della Russia e del partito Scelta Democratica per la Russia. Insieme a loro venivano promosse "libertà, proprietà e legalità" e venivano favorite politiche quali la riduzione dell'influenza dello stato sull'economia, il sostegno alle piccole imprese, la privatizzazione dell'agricoltura e tagli al settore militare. Tuttavia, dopo che la candidatura di Chernomyrdin per un secondo mandato come primo ministro fu respinta dalla Duma nel 1998, Nostra Casa Russia declinò l'offerta di cooperazione delle altre parti. 

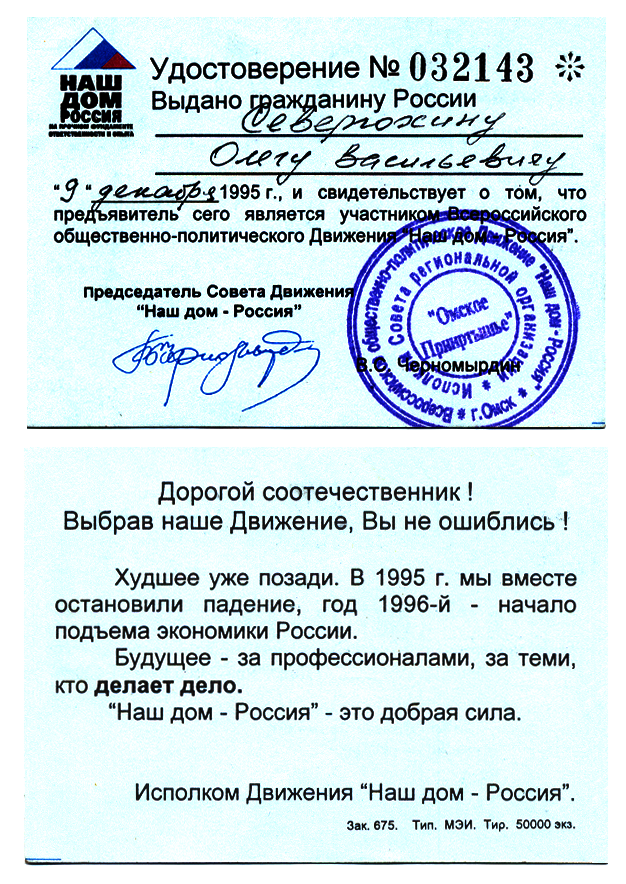
Tessera del partito, 1995

## Risultati elettorali
| Elezione          | Voti      | %     | Seggi    |
| ----------------- | --------- | ----- | -------- |
| Parlamentari 1995 | 7.009.291 | 10,13 | 55 / 450 |
| Parlamentari 1999 | 791.160   | 1,19  | 7 / 450  |